# Andreas Fuchs (Rennfahrer)

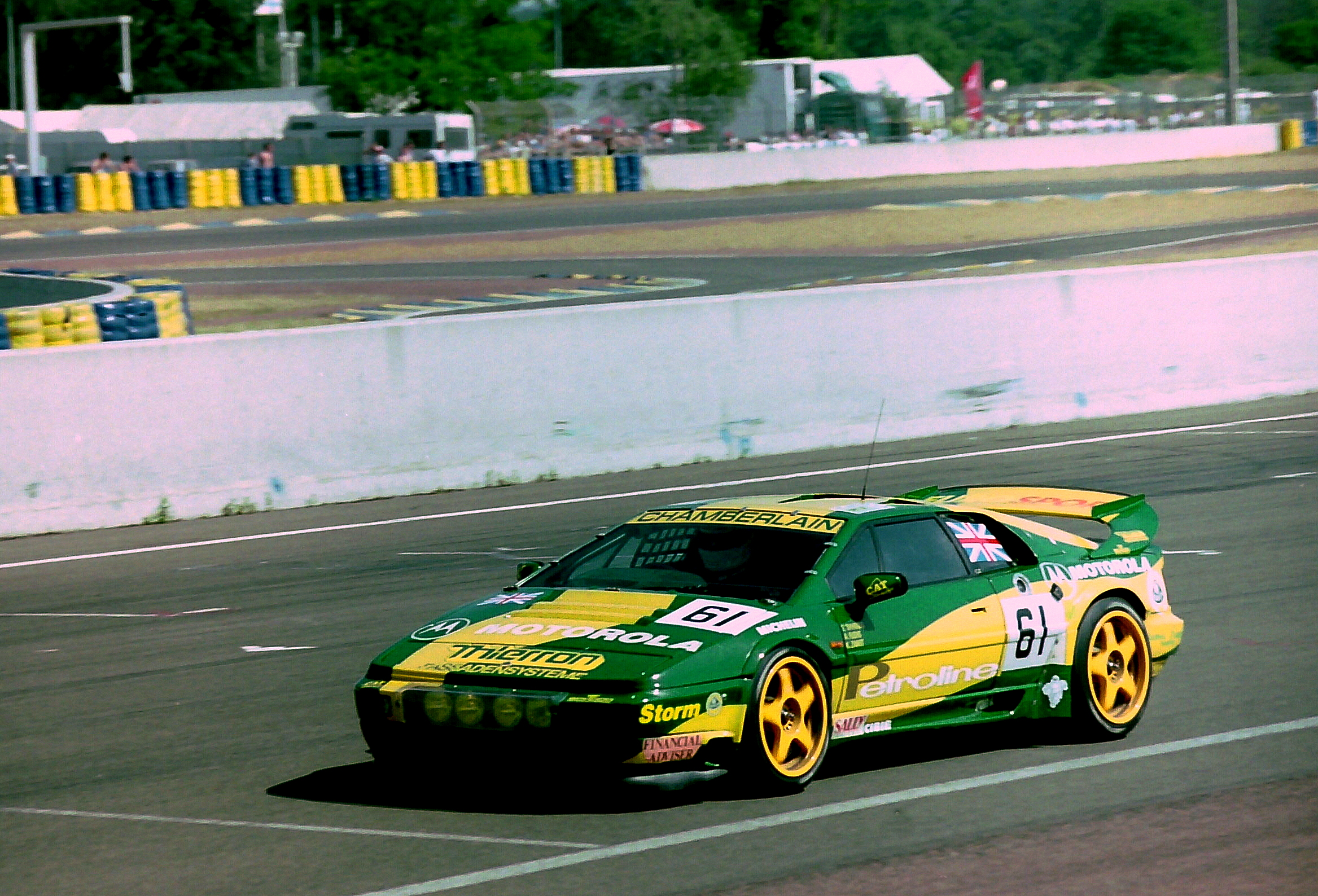
Der Lotus Esprit S300 von Klaas Zwart, Thorkild Thyrring und Andreas Fuchs beim 24-Stunden-Rennen von Le Mans 1994

Andreas Fuchs (* 13. Juni 1968 in Bayreuth) ist ein ehemaliger deutscher Autorennfahrer.

## Karriere im Motorsport
Andreas Fuchs war in den 1990er-Jahren als GT- und Sportwagenpilot aktiv. Er fuhr im Porsche Supercup und 1994 eine komplette Saison in der BPR Global GT Series. Seine beste Platzierung im Schlussklassement eines Wertungslaufes dieser Saison war der vierte Rang beim 1000-Rennen von Suzuka. Bei den zur britischen GT-Meisterschaft zählenden Wertungsläufen in Silverstone und Donington wurde er 1994 jeweils Zweiter.
Dreimal bestritt der das 24-Stunden-Rennen von Le Mans und einmal das 12-Stunden-Rennen von Sebring. Bei allen vier Einsätzen fiel er vorzeitig aus.

## Statistik

### Le-Mans-Ergebnisse
| Jahr | Team               | Fahrzeug          | Teamkollege       | Teamkollege   | Platzierung | Ausfallgrund         |
| ---- | ------------------ | ----------------- | ----------------- | ------------- | ----------- | -------------------- |
| 1993 | TWR Jaguar Racing  | Jaguar XJ220      | Jay Cochran       | Paul Belmondo | Ausfall     | Überhitzter Zylinder |
| 1994 | Lotus Cars         | Lotus Esprit S300 | Thorkild Thyrring | Klaas Zwart   | Ausfall     | Lagerschaden         |
| 1995 | Stadler Motorsport | Porsche 911 GT2   | Enzo Calderari    | Lilian Bryner | Ausfall     | Unfall               |

### Sebring-Ergebnisse
| Jahr | Team             | Fahrzeug              | Teamkollege        | Platzierung | Ausfallgrund |
| ---- | ---------------- | --------------------- | ------------------ | ----------- | ------------ |
| 1989 | Bernt Motorsport | Porsche 911 Carrera 2 | Philippe de Craene | Ausfall     | Elektrik     |